# Рахманин, Сергей Иванович
Сергей Иванович Рахманин (укр. Сергій Іванович Рахманін; род. 17 апреля 1969 года, Харьков) — украинский политический деятель, журналист, публицист и телеведущий. Заместитель главного редактора газеты «Зеркало недели».
Народный депутат Украины IX созыва. Член Комитета Верховной Рады по вопросам национальной безопасности, обороны и разведки. 

## Биография
Окончил факультет журналистики Киевского национального университета имени Тараса Шевченко.
Рахманин работал корреспондентом журнала «Утро», был внештатным корреспондентом киевской газеты «Молодая гвардия».
С 1992 по 1998 год — репортер, корреспондент, спецкор, заместитель редактора редакции политики, редактор редакции политики, заместитель главного редактора газеты «Киевские ведомости».
С октября 1998 года — редактор отдела политики газеты «Зеркало недели».
С сентября 2001 года — член Всеукраинской комиссии по журналистской этике.
В 2001 году был соучредителем общественной организации «Хартия-4».
С 2014 по 2019 год — ведущий программы «Игра в классику» на телеканале ZIK, с 2018 — «Апокриф» на «Радио НВ».
Он является автором книги «Руки, качающие колыбель демократии» (2002).
Автор сценария документального фильма «Незалежність. Український варіант» (2003).

## Политическая деятельность
Кандидат в народные депутаты от партии «Голос» на парламентских выборах 2019 года, № 8 в списке. На время выборов: физическое лицо-предприниматель, член партии «Голос». Проживает в Киеве.
На местных выборах 2020 года курировал избирательную кампанию «Голоса» на Закарпатье.
Председатель депутатской фракции партии «Голос». Член Комитета Верховной Рады по вопросам национальной безопасности, обороны и разведки. Член Постоянной делегации в Парламентской ассамблее Организации по безопасности и сотрудничеству в Европе.

## Семья
Жена Кира Юрьевна Ивашова, две дочери: Варвара (1996) и Юстина (2005).

## Награды
Лауреат Всеукраинского фестиваля журналистики (1997).
Победитель общенациональной программы «Человек года — 99» в номинации «Журналист года».
Победитель Всеукраинского фестиваля журналистики (1999).
Лауреат программ «Человек года — 97», «Человек года — 2001».
Победитель конкурса «Журналистское мнение» (2001), лауреат конкурса «Журналистское мнение» (2002).
Лауреат первого всеукраинского конкурса политической сатиры «Золотое копыто» (2002).
Лауреат премии им. Александра Кривенко «За продвижение в журналистике» (2004).
Лауреат премии Телетриумф в номинации «Дебют» (2008).